# Patrícia Plaja Pérez
Patrícia Plaja Pérez   (Begur, 1981) és una periodista catalana, especialitzada en comunicació de crisi i institucional. D'ençà de l'1 de juny de 2021 ocupa el càrrec de portaveu del govern de Pere Aragonès.

## Biografia
Llicenciada en periodisme per la Universitat Ramon Llull i màster en guió d’entreteniment per la UOC, és professora de comunicació corporativa a la Facultat de Comunicació Blanquerna i ha exercit de docent a les universitats Ramon Llull, Pompeu Fabra i Politècnica de Catalunya, així com a l'Institut de Seguretat Pública de Catalunya. Es va iniciar professionalment a El Punt Avui i, entre el 2004 i el 2006, treballà com a periodista a Ràdio Barcelona-Cadena Ser. Va ser la màxima responsable de la comunicació dels Mossos d’Esquadra al llarg de 13 anys.
L'agost de 2017, va comandar la informació que transmetien els Mossos, al costat de Marc Homedes, durant els atemptats terroristes de Barcelona i Cambrils, pel que reberen el premi Blanquerna al millor comunicador de l’any. Durant la intervenció de la Generalitat pel 155, va ser cessada el 27 d'abril del 2018, arran d'una piulada crítica amb la sentència de la Manada, que posava en qüestió el poder judicial a l'Estat espanyol. Malgrat això, a l'octubre del mateix any li fou atorgada la Mosca Grossa del Col·legi de Periodistes per la seva tasca com a cap de comunicació dels Mossos durant els atemptats del 17A a Barcelona i Cambrils.
El 2021, era la responsable de comunicació i xarxes socials dels Mossos d'Esquadra.